# 無邪氣樂園
《無邪氣樂園》是日本漫畫家雨蘭的青年漫畫作品，在《Young Animal嵐》2010年No.5開始連載至2017年No.10。單行本是由白泉社發售共12冊，臺灣是由東立出版社代理發售正體中文版。部分漫畫單行本限定版附贈廣播劇CD和OVA。2017年至2018年連載衍生作品《無邪氣樂園 parallel》（無邪気の楽園 パラレル），發售1冊，合計共13冊。本作的女主角大多數是天真無邪的小學生，集結了情色要素、時空穿越、戀愛喜劇等要素，大多數是一話完結的形式。

## 故事大綱

### 主線劇情
25歲的尼特族反田省太回小學母校參加同學會，失足掉進校園裡傳說中會開啟異世界的游泳池，結果他穿越時空回到15年前（小學五年級），而心智仍保留在25歲。在原本生活中那些與他生活遙不可及的女性，都成了天真無邪的小女孩。
省太回到小學時代後，因為得知女同學們未來的出路，得以藉此和她們拉近關係。故事前期以單元劇形式進行，常見的情節是省太和女同學們在校園、泳池、遊樂園、民宿等各種地方玩耍，女方因為尚處天真無邪的年紀而自然地展現出裸體。省太會因為劇情自然發展或意外而看到她們的裸體，並可能和她們產生親密的肉體接觸，偶爾會因此射精。另外也有女孩們一起裸身玩樂的情況。
隨劇情發展，經常和省太有互動的女孩們都對他產生了好感，特別是早代，她一直希望能成為省太的妻子，而夢想成為演員的香美有些妒忌早代和省太的關係。省太曾短暫地穿越到中學二年級的時空，他在那裏和女友梨央一起觀看了香美的演唱會，並帶著鈴音（意識是中學二年級、外表是小學五年級）一起回到小學五年級的時空。在兩人查出穿越時空的方法後，省太決心告別此處，並和香美約好十五年後再會。
省太清醒後得知自己在醫院昏迷三日，他回到自宅，發現自己的生活和原本的不同，並透過日記得知這個平行世界的自己的經歷。在他準備履行和香美的約定時，他不慎摔入泳池並再度穿越時空。

### 平行時空
收錄於單行本第13集，為主線劇情結局後的續篇。是在主線中未能抵達的平行世界，描述省太和其他女孩墜入情網後的發展。

## 角色
聲優順序是廣播劇/OVA。
反田省太（配音：-／内匠靖明）
本作男主角，過去是市立露里小学校5年3組學生。25歲時是尼特族，參加同學會時誇口自稱遊戲程式設計師。
春風香美（配音：五十嵐裕美／野村真悠華）
省太的同學，個性體貼的少女，將來的夢想是當演員。對省太有好感，當省太跟其他女孩子交好時會感到嫉妒。
中學一年級時接拍廣告並一炮而紅，20歲成為一線女星，25歲時為日本最知名的明星。
神谷真夏（配音：高橋未奈美／平井祥惠）
從神戶的私立學校轉學過來的少女，綁著雙馬尾。於省太原本的世界中與省太並沒有什麼交情，但在省太時光倒流後的世界中與省太的關係非常親密。
25歲時為日本最年輕的國會議員。
佐佐木奈子（配音：菅谷彌生／井上奈奈）
歸日僑胞的子女，擅長合氣道，她沒有性別的意識。25歲時為空服員。
金子梨央（配音：岩崎愛／新名彩乃）
對性騷擾較有意識，25歲時為警官。
池端早代（配音：もものはるな／佐藤奏美）
花道世家千金，夢想是成為平凡家庭主婦，與省太有口頭婚約，喜歡省太的心情更是眾所皆知。
朝木鈴音
幻想自己來自未來的電波系女孩。
藤田路子（配音：-／木村珠莉）
興趣是閱讀，25歲時為上市公司的董事長秘書。
反田葉月（配音：-／慶長佑香）
省太的姊姊，大學生。代替經常不在家的父親照顧省太。
彌生
反田省太的表姐，溫柔又漂亮而且帶點色氣。是省太憧憬的女性，疼愛省太。

## 出版書籍
| 卷數 | 白泉社         | 白泉社                                                  | 東立出版社     | 東立出版社             |
| 卷數 | 發售日期       | ISBN                                                    | 發售日期       | ISBN                   |
| ---- | -------------- | ------------------------------------------------------- | -------------- | ---------------------- |
| 1    | 2012年2月29日  | ISBN 978-4-592-14733-6                                  | 2014年2月12日  | ISBN 978-986-332-709-7 |
| 2    | 2012年8月24日  | ISBN 978-4-592-14734-3                                  | 2014年3月24日  | ISBN 978-986-332-710-3 |
| 3    | 2013年2月28日  | ISBN 978-4-592-14735-0                                  | 2014年4月30日  | ISBN 978-986-332-711-0 |
| 4    | 2013年8月29日  | ISBN 978-4-592-14736-7 ISBN 978-4-592-14136-5（限定版） | 2015年6月3日   | ISBN 978-986-337-522-7 |
| 5    | 2014年3月28日  | ISBN 978-4-592-14737-4                                  | 2015年9月3日   | ISBN 978-986-348-953-5 |
| 6    | 2014年8月29日  | ISBN 978-4-592-14738-1 ISBN 978-4-592-10506-0（限定版） | 2015年11月12日 | ISBN 978-986-365-987-7 |
| 7    | 2015年3月27日  | ISBN 978-4-592-14739-8                                  | 2016年6月16日  | ISBN 978-986-431-372-3 |
| 8    | 2015年8月27日  | ISBN 978-4-592-14740-4 ISBN 978-4-592-10507-7（限定版） | 2016年7月20日  | ISBN 978-986-462-309-9 |
| 9    | 2016年3月29日  | ISBN 978-4-592-14758-9                                  | 2016年8月17日  | ISBN 978-986-470-240-4 |
| 10   | 2016年8月29日  | ISBN 978-4-592-14759-6 ISBN 978-4-592-10514-5（限定版） | 2017年4月16日  | ISBN 978-986-482-033-7 |
| 11   | 2017年3月29日  | ISBN 978-4-592-14760-2                                  | 2017年12月25日 | ISBN 978-986-486-246-7 |
| 12   | 2017年10月27日 | ISBN 978-4-592-14856-2                                  | 2018年11月15日 | ISBN 978-957-9652-81-0 |
| 13   | 2018年7月27日  | ISBN 978-4-592-14857-9                                  | 2019年9月6日   | ISBN 978-957-26-1683-3 |

## OAD
OAD是漫畫第6卷、第8卷、第10卷限定版的贈品。

## 爭議
2015年5月，由於漫畫第8卷的內容問題違反Amazon的規定，導致無邪氣樂園的單行本和電子書在Amazon全部下架，違規的具體部分未明，有報導推論是與該集中出現女警角色扮演有關。

## 外部連結
- 無邪気の楽園ヤングアニマル嵐（日語）
- OVA官方網站ヤングアニマル（日語）